# Psychrophrynella quimsacruzis
Espèce
Synonymes
- Phrynopus quimsacruzis  De la Riva, Reichle & Bosch, 2007

Statut de conservation UICN

 VU B1ab(iii)+2ab(iii) : Vulnérable
Psychrophrynella quimsacruzis est une espèce d'amphibiens de la famille des Craugastoridae.

## Répartition
Cette espèce est endémique de la province d'Inquisivi dans le département de La Paz en Bolivie. Elle se rencontre entre 3 660 et 3 730 m d'altitude dans la cordillère Quimsa Cruz.

## Description
Cette espèce mesure de 18,8 à 27,6 mm.

## Étymologie
Son nom d'espèce lui a été donné en référence au lieu de sa découverte, la cordillère Quimsa Cruz.

## Publication originale
- De la Riva, 2007 : Bolivian frogs of the genus Phrynopus, with the description of twelve new species (Anura: Brachycephalidae). Herpetological Monographs, vol. 21, p. 241-277 (texte intégral).